# Ascari A10
O Ascari A10 é um carro produzido pela companhia britânica Ascari que foi concebida pelo milionário holandês Klaas Zwart. O A10 é uma evolução para estrada do carro de corridas GT KZ1-R que compete no Campeonato Espanhol de GT, com ambos os carros desenhados pelo ex-designer de carros de Fórmula Um Paul Brown. É o terceiro carro de estrada produzido pela companhia depois do Ecosse e do KZ1, com o nome A10 com a intenção de comemorar o 10º aniversário da companhia.
O A10 tem um motor BMW 5.0 L V8 modificado produzindo 634 cv, entregues via uma caixa de seis velocidades manual sequencial, com uma transmissão manual regular como opção. O A10 tem o mesmo chassis de fibra de carbono que o KZ1, com carroçaria inteiramente nova e uma suspensão derivada das usadas em corridas. Apesar da adição da especificação da FIA de um santantônio e de um sistema de supressão de fogo, a remoção de insonorização e de alguns luxos como ar condicionado e sistema de rádio contribuem para o peso relativamente leve do A10 de 1280 kg.
A companhia planeia de produzir 50 A10s feitos à mão na sua fábrica de montagem em Banbury, Inglaterra, a um preço de aproximadamente €500.000 cada.

## Especificações
- Motor: 4941 cc V8
- Potência: 634 cv @ 7500 rpm
- Torque: 560 Nm @ 5500 rpm
- 0–100 km/h: 2.8 segundos
- 0–160 km/h: 5.8 segundos
- Velocidade Máxima: 350 km/h